# Shining Hearts
Shining Hearts (シャイニング・ハーツ?, Shainingu Hātsu) è un Videogioco di ruolo alla giapponese sviluppato e pubblicato dalla SEGA. È il primo titolo della serie di videogiochi Shining ad essere pubblicato per PlayStation Portable ed è il terzo con il character design curato da Tony Taka, insieme a Shining Tears e Shining Wind. Il gioco è stato pubblicato il 16 dicembre 2010 in Giappone. Nel 2012 è stato adattato in una serie televisiva anime intitolata Shining Hearts: Shiawase no Pan.

## Trama
Un giorno, una misteriosa ragazza di nome Kaguya, viene portata a riva sull'isola di Wyndaria, dopo una terribile tempesta. Qui la ragazza incontra Rick, uno spadaccino che lavora presso il panificio dell'isola. Apparentemente, Kaguya sembra aver completamente perso la memoria. Tuttavia con il suo arrivo, la normalmente pacifica Wyndaria diventa frequente vittima di incursioni di pirati che sono alla ricerca della magica pietra che porta con sé al giovane. Coscienti della situazione, Rick e le sue colleghe al panificio, Nellis, Amyl e Aerie decidono di riportare la pace sull'isola ed aiutare Kaguya a ritrovare la memoria.

### Characters
Rick (リック?, Rikku)
Doppiato da Hiroshi Kamiya
Protagonista del gioco, Rick è un giovane spadaccino, che dopo essere naufragato sull'isola di Wyndaria decide di trasferirsi e lavorare presso un rinomato panificio. Rick vive insieme a tre sorelle, Nellis, Amyl e Aerie che lavorano con lui
Neris (ネリス?, Nerisu), Amil (アミル?, Amiru), Airy (エアリィ?, Earii)
Doppiate da Kanae Itō
Tre sorelle che lavorano con Rick al panificio ed ognuna dotata del proprio talento particolare nella panificazione.
Kaguya (カグヤ?, Kaguya)
Doppiata da Houko Kuwashima
Una misteriosa ragazza portata dalla corrente sulle rive dell'isola di Wyndaria dopo una grande tempesta. ha completamente perso la propria memoria, e con essa, le proprie emozioni. Subito dopo aver incontrato Rick, dei pirati giungono sull'isola alla ricerca della misteriosa pietra che Kaguya porta appesa ad un ciondolo.
Rufina (ルフィーナ?, Rufīna)
Doppiata da Yui Horie
Principessa di Wynderia, è generosa e gentile ed ha una grande passione per il tè e l'erboristeria. Prenderà molto a cuore la missione di Rick e del suo gruppo.
Ragnus (ラグナス?, Ragunasu)
Doppiato da Hikaru Midorikawa
Principe di Wynderia, e fratello maggiore di Rufina, con cui condivide la passione per l'erboristeria. Nel gioco ha la funzione di guida per il protagonista
Rouna (ローナ?, Rōna)
Doppiata da Ryō Hirohashi
Lorna è la cameriera e la cuoca di Rufina esperta di spade e coltelli.
Xiao-Mei (シャオメイ?, Shaomei)
Doppiata da Chiwa Saitō
Una piratessa dall'aspetto di un gatto nero, che normalmente gestisce un negozio di antiquariato.
Alvin (アルヴィン?, Aruvin)
Doppiato da Hiroshi Kamiya
Un elfo della foresta, che ha l'abilità di controllare gli spiriti. La sua arma è un arco.
Melty (メルティ?, Merutei)
Doppiata da Rie Kugimiya
Una strega "tsundere" che ama la magia del ghiaccio. Vive lontana dal villaggio ed odia sia la gente sia la luce del sole.
Sorbe (ソルベエ?, Sorubee)
Doppiata da Tomoko Kaneda
Spirito di famiglia di Melty.
Dylan (ディラン?, Deiran)
Doppiato da Kazuya Nakai
Capo del gruppo dei pirati, Arc Buccaneers.
Mistyral (ミストラル?, Misutoraru)
Doppiata da Yukari Tamura
Una piratessa.
Maxima Enfield (マキシマ?, Makishima)
Doppiata da Nana Mizuki
Hayane (ハヤネ?, Hayane)
Doppiata da Ryōko Shiraishi
Queen (クイーン?, Kuīn)
Doppiata da Izumi Kitta

## Colonna sonora
La colonna sonora di Shining Hearts è composta da Hiroki Kikuta. Il CD contenente la colonna sonora del videogioco è stato pubblicato il 26 gennaio 2011. Il tema principale del gioco, intitolato Kokoro ni Todoku Uta (心に届く詩?), è interpretato da Lia, ed è stato pubblicato il 15 dicembre 2010.